# Carl Axel Anrep
Carl Axel Anrep, född 9 december 1835, död 10 maj 1897, var en svensk pjäsförfattare.

## Biografi
Carl Axel Anrep var son till kaptenen Johan Vilhelm Anrep och hans hustru Maria Margareta Palin. Han var bror till Johan Gabriel Anrep.
Carl Axel Anrep blev student vid Uppsala universitet 1855 och anställdes 1869 som revisor i telegrafstyrelsen 1869. Han är mest känd som författare till folklustspelet Nerkingarne.